# 2024年中國大陸快艇闖入淡水港事件

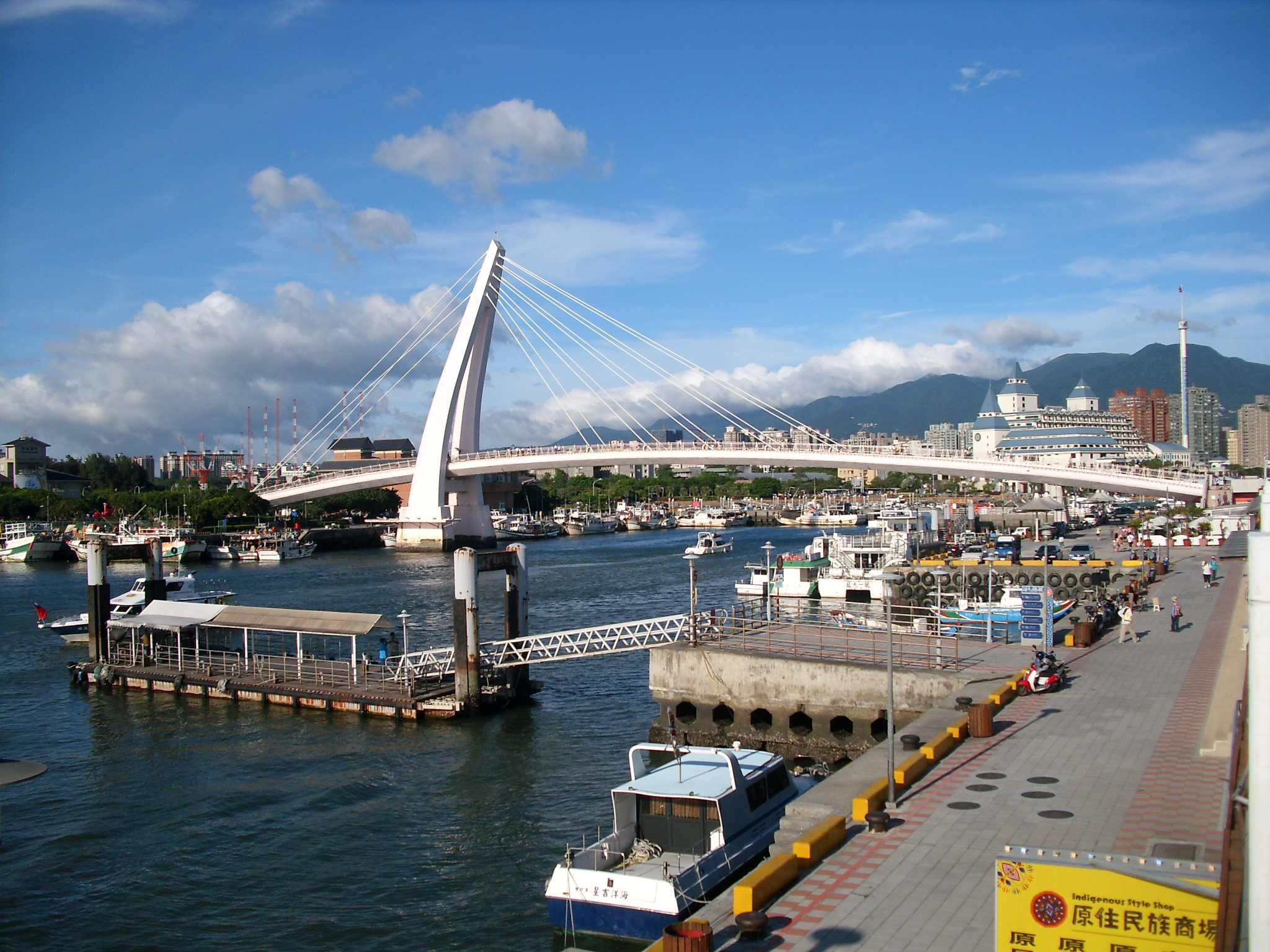
事件最終攔截地：淡水漁人碼頭

2024年6月9日，一名60歲的中華人民共和國籍男子阮芳勇，駕駛快艇從福建省寧德市海邊駛往臺灣本島北部海域。中華民國海巡署的岸巡人員在快艇闖入新北市淡水區淡水港的漁人碼頭並撞上岸邊後派人員進行逮捕與扣船。被捕後他向海巡人員聲稱因發表對中華人民共和國不利的言論而遭限制出境，因此想「投奔自由」，但隨後被移送臺灣士林地方檢察署偵辦，檢察官裁定收容。

## 各方反應

### 中華民國（臺灣）
- 行政院：行政院院長卓榮泰11日在立法院備詢時致歉[6]，並表示，已啟動司法調查與行政調查，務必要釐清責任甚至明確做出處分，也要求國安團隊立即加強所有防護措施[7]。

### 中華人民共和國（中國大陸）
- 中共中央台湾工作办公室（国务院台湾事务办公室）：發言人陳斌華12日表示，此事純屬個人行為，該名男子返陸後，有關部門將予以處罰[8]。